# Каменсько (Врбовсько)
45°22′ пн. ш. 15°10′ сх. д. / 45.36° пн. ш. 15.16° сх. д.
Каменсько (хорв. Kamensko) — населений пункт у Хорватії, у Приморсько-Горанській жупанії у складі міста Врбовсько.

## Населення
Населення за даними перепису 2011 року становило 4 осіб.
Динаміка чисельності населення поселення:

## Клімат
Середня річна температура становить 9,39 °C, середня максимальна – 23,06 °C, а середня мінімальна – -6,30 °C. Середня річна кількість опадів – 1415 мм.
| Клімат поселення                              | Клімат поселення | Клімат поселення | Клімат поселення | Клімат поселення | Клімат поселення | Клімат поселення | Клімат поселення | Клімат поселення | Клімат поселення | Клімат поселення | Клімат поселення | Клімат поселення | Клімат поселення |
| Показник                                      | Січ.             | Лют.             | Бер.             | Квіт.            | Трав.            | Черв.            | Лип.             | Серп.            | Вер.             | Жовт.            | Лист.            | Груд.            |                  |
| Середній максимум, °C                         | 6,17             | 7,78             | 11,09            | 15,14            | 19,68            | 23,06            | 22,35            | 21,95            | 18,10            | 13,87            | 8,19             | 4,64             |                  |
| Середня температура, °C                       | −0,07            | 1,54             | 4,86             | 8,92             | 13,46            | 16,81            | 18,69            | 18,30            | 14,42            | 10,20            | 4,54             | 0,98             |                  |
| Середній мінімум, °C                          | −6,3             | −4,7             | −1,37            | 2,68             | 7,23             | 10,59            | 15,03            | 14,64            | 10,76            | 6,54             | 0,87             | −2,68            |                  |
| Норма опадів, мм                              | 81               | 87               | 101              | 124              | 113              | 131              | 104              | 111              | 131              | 155              | 156              | 121              |                  |
| Середньомісячна швидкість вітру, м/с          | 1.78             | 1.93             | 2.22             | 2.16             | 2.02             | 1.88             | 1.81             | 1.74             | 1.71             | 1.76             | 1.92             | 1.92             |                  |
| Середньомісячна сонячна радіація, кДж/м²·день | 4228             | 6968             | 10290            | 14694            | 18824            | 20435            | 21863            | 18610            | 13651            | 8731             | 4643             | 3521             |                  |
| --------------------------------------------- | ---------------- | ---------------- | ---------------- | ---------------- | ---------------- | ---------------- | ---------------- | ---------------- | ---------------- | ---------------- | ---------------- | ---------------- | ---------------- |
| Джерело:                                      |                  |                  |                  |                  |                  |                  |                  |                  |                  |                  |                  |                  |                  |